# Cocohana
Cocohana (ココハナ) é uma revista mensal japonesa de mangás josei publicada pela Shueisha. A primeira edição foi publicada em 28 de maio de 1994 com o nome Chorus, a revista mudou o nome para Cocohana na edição de janeiro de 2012. A revista é publicada no dia 28 do mês.

## Séries atuais
| Título da série                                                  | Autor             | Início           |
| ---------------------------------------------------------------- | ----------------- | ---------------- |
| Ashi-Girl (アシガール)                                           | Morimoto Kozueko  | Novembro de 2011 |
| Bishoku Tantei (美食探偵)                                        | Higashimura Akiko | Setembro de 2015 |
| Bread & Butter (Bread&Butter)                                    | Ashihara Hinako   | Setembro de 2013 |
| Clover Trèfle (クローバー trèfle)                                | Chiya Toriko      | Junho de 2012    |
| G-senjou no Anata to Watashi (G線上のあなたと私)                 | Ikuemi Ryou       | Novembro de 2012 |
| Hajimete no Hito (はじめてのひと)                                | Tanikawa Fumiko   | Julho de 2015    |
| Jumping (Jumping -ジャンピング-)                                 | Tsutsui Asahi     | Maio de 2015     |
| Kare to Koi nante (彼と恋なんて)                                 | Mimori Ao         | Julho de 2015    |
| Marmalade Boy Little (ママレード・ボーイ little)                 | Yoshizumi Wataru  | Março de 2013    |
| Moment: Eien no Isshun (モーメント 永遠の一瞬)                   | Makimura Satoru   | Janeiro de 2014  |
| Omoide no Toki Shuurishimasu (思い出のとき修理します)            | Tani Mizue        | Dezembro de 2012 |
| Papa Told Me: Cocohana ver. (Papa told me Cocohana ver)          | Haruno Nanae      | 2012             |
| Shirokuma Café: Today's Special (しろくまカフェ today's special) | Higa Aloha        | Julho de 2014    |
| Sumika Sumire (スミカスミレ)                                     | Takanashi Mitsuba | Agosto de 2013   |
| Watashi no Joushi (わたしの上司)                                 | Tajima Mimi       | Dezembro de 2014 |

## Séries finalizadas
- Kakukaku Shikajika
- Kyou wa Kaisha Yasumimasu.
- Nounai Poison Berry
- Tounan Kadobeya
- Chocolate Junkie
- Nimo Kakawarazu
- Kuu Nomu Tokoro ni Taberu Toko
- Hana Monogatari
- Yes!
- Spicy Pink
- Cappuccino
- Cherish
- K no Souretsu
- Heptagon
- Seigi no Mikata
- Clover
- Love Scar
- Kechonpa
- Asa ga Kuru Tabi
- Chikutaku Bonbon
- Hachimitsu to Clover Spin-off
- Bronze: The Final Chapter
- Pride
- Tadashii Renai no Susume
- Kudoki - Shinyaku Kabukie Maki
- Message
- Ice Age
- Daddy Long Legs
- Bronze: Zetsuai Gaiden Kaendan-Shou -Tenshi Koutan-
- Mama wa Tenparist
- Massugu ni Ikou.
- Help!
- P.D. Agency no Hokokusho
- Love+Make
- Uranbana
- Chimney Kan no Himitsu
- Quiet Room ni Youkoso
- Hatena no Hana
- Tennen Kokekko
- Bonclair Showguts
- Imagine
- Imagine 29
- Tenshi no Tamago